# Maha Brahma
Maha Brahma of Mahābrahmā (Pali voor 'Grote Brahma') is een godheid in het boeddhisme, die dacht dat hij de schepper van het universum was, terwijl dit in werkelijkheid niet zo was.
Maha Brahma vertoont vele gelijkenissen met het concept van God de Schepper van de diverse monotheïstische godsdiensten. In het boeddhisme worden er verscheidene (categorieën) goden onderscheiden welke hoger en krachtiger zijn dan Maha Brahma, en waarvan Maha Brahma het bestaan niet kent. Een van deze goden is Baka Brahma.

## Positie van Maha Brahma en zijn onderdanen
Maha Brahma is de hoogste god in de wereld van de brahma-kayika devas, waar wezens geboren worden die de eerste jhana kunnen bereiken tijdens meditatie. Deze wereld van de Brahma-kayika devas bestaat uit drie niveaus: het niveau van de Brahma-parisajja deva, de Brahma-purohita deva en de Maha Brahma zelf. Er zijn vele goden in de twee lagere niveaus, maar er is maar één Maha Brahma.
De wereld van de brahma-kayika devas is de eerste wereld waar, na de periodieke vernietiging van het materiële aspect van het universum, de eerste wezens in wedergeboren worden. En Maha Brahma is de naam van het eerste wezen dat in die wereld geboren wordt; zijn leven duurt van direct na het weder ontstaan van het materiële aspect van het universum tot de volgende vernietiging van ditzelfde materiële aspect van het universum. Deze periode wordt een kappa of eon genoemd, hetgeen wereld-cyclus betekent.
Nadat Maha Brahma zelf gedurende een bepaalde periode het enige wezen was waarvan hij het bestaan kende, worden er ook andere wezens in 'zijn' wereld geboren; de goden van de Brahma-parisajja deva en de Brahma-purohita deva. Deze zijn van mindere schoonheid en kracht dan Maha Brahma, hebben een korter leven dan hij en beschouwen de Maha Brahma als hun schepper; hij was er immers al toen zij geboren werden. Maha Brahma zelf denkt dat hij de goden van de Brahma Parisajja en de Brahma Purohita geschapen heeft omdat hij wenste dat hij gezelschap zou krijgen (hij voelde zich eenzaam).
Volgens de leringen van de Boeddha echter zijn zowel Maha Brahma als zijn onderdanen geboren als gevolg van het natuurlijk proces van oorzaak en gevolg. Meer specifiek kan men zeggen dat de goede acties (karma) die zij in hun vorige levens uitvoerden, leidden tot hun (weder)geboorte als Maha Brahma en zijn onderdanen.

## Beschrijving van Maha Brahma
De Maha Brahma wordt op de volgende manier beschreven door zijn onderdanen (de goden van de Brahma-parisajja deva): "Maar er is Brahma, de Grote Brahma, de Veroveraar, de Onoverwonnene, de Al-ziende, Al-krachtige, de Heer, de Maker, Schepper, Baas, Aansteller en Regeerder; Vader van Al Diegenen Die Waren en Zullen Zijn. Hij is hoger en subliemer dan wij."
Maha Brahma zelf heeft een andere visie op zichzelf dan zijn onderdanen van hem hebben, daar hij aan een monnik vertelt dat hij diens vraag niet kan beantwoorden daar hij de relevante kennis niet heeft. Hij verwijst deze monnik vervolgens naar de Boeddha. Maha Brahma wil echter niet dat zijn onderdanen dit te weten komen, en die blijven daarom denken dat hij al-krachtig en alwetend is (Kevatta Sutta, Digha Nikaya 11).

## Maha Brahma en het monotheïsme
Gautama Boeddha stelde dat de monotheïstische religies ontstaan doordat een onderdaan van Maha Brahma sterft in zijn leven als godheid, en wedergeboren wordt als mens. Wanneer deze persoon zich vervolgens richt op meditatie en de herinnering van zijn vorige levens, herinnert hij zich zijn leven als onderdaan van Maha Brahma. Vervolgens predikt hij deze herinnering aan anderen als religieuze leer (Brahmajala Sutta, vers 39-44).